# Leofwine (ealdorman)
Pour les articles homonymes, voir Leofwine.
Leofwine est un noble anglais qui exerce la charge d'ealdorman en Mercie de 994 environ à sa mort, survenue vers 1023.

## Biographie
Leofwine est le fils d'un certain Ælfwine, mais on ne sait rien de plus concernant ses origines. Il est possible qu'il soit le descendant d'une des grandes familles merciennes du Xe siècle. Sa première mention dans les chartes avec le rang de dux, c'est-à-dire d'ealdorman, prend place en 994. Son autorité s'étend sur le sud-ouest des Midlands, une région correspondant à l'ancien royaume du peuple des Hwicce.
Il fait sa soumission à Sven à la Barbe fourchue et lui donne des otages, dont son petit fils Æthelwine qui à les mains coupées par les Danois, sans doute lorsque Leofwine fait de nouveau allégeance à Æthelred le Malavisé en 1014 ; après la mort de Sven, son fils Knut mutile les otages confiés à son père antérieurement.
En 1017, son fils Northman est tué sur ordre de Knut, mais Leofwine lui-même est nommé ealdorman de Mercie après le meurtre d'Eadric Streona. Deux des fils survivants de Leofwine obtiennent également des charges dans l'ouest: Leofric devient shérif du Worcestershire et Edwin obtient une position similaire dans le Herefordshire. La dernière mention de Leofwine dans les actes du roi Knut date de 1023 et il doit être mort peu après. Il l'est certainement au plus tard en 1032.
Quatre fils de Leofwine sont connus :
- Northman, tué en 1017[4] ;
- Edwin, tué au combat en 1039[5] ;
- Godwine, mort entre 1055 et 1058[6] ;
- Leofric, mort en 1057, comte de Mercie.

## Arbre généalogique
- Leofwine (mort vers 1023)
  - Northman (tué en 1017)
    - ? Leofric (mort en 1066), abbé de Peterborough

  - Leofric (mort en 1057), comte de Mercie
ép. Godiva
    - Ælfgar (mort vers 1062), comte d'Est-Anglie puis de Mercie
ép. Ælfgifu
      - Burgheard (mort en 1061)
      - Edwin (mort en 1071), comte de Mercie
      - Morcar (mort après 1087), comte de Northumbrie
      - Ealdgyth (morte après 1066)
ép. 1) Gruffydd ap Llywelyn 2) Harold Godwinson
        - 1) Nest
ép. Osbern fitz Richard
          - Nest
ép. Bernard de Neuf-Marché

        - 2) Harold (mort après 1098)
        - ? 2) Ulf (mort après 1087)

  - Edwin (tué en 1039)
  - Godwin (mort entre 1055 et 1058)
    - Æthelwine (mort après 1066)